# 斯维里多夫卡河
斯维里多夫卡河（俄语：Река Свиридовка）是萨哈林州霍尔姆斯克区的河流，长12公里，流域面积24.1平方公里，在距河口86公里注入柳托加河。

## 引用
1. ↑  М·Г·瓦西科夫斯基. . 列宁格勒: 气象出版社. 1973 （俄语）.
2. ↑  . 国家水登记处.   [2024-01-04]. （原始内容存档于2023-09-28） （俄语）.